# 1059

## Esdeveniments

### Països Catalans
- Barcelona, comtat de Barcelona: es dicta sentència en el judici que acabarà amb les disputes entre el comte de Barcelona Ramon Berenguer I i el clan familiar de Mir Geribert.

### Món
- A partir d'aquesta data només els cardenals poden escollir el nou Papa.
- 23 de maig: Felip I és coronat rei dels francs amb només 7 anys.
- 24 de novembre - Imperi Romà d'Orient: Constantí X és nomenat emperador romà d'Orient.

## Naixements
- Chartres: Fulqueri de Chartres, cronista de la Primera Croada.

## Necrològiques
- 21 de gener - Constantinoble, Imperi Romà d'Orient: Miquel Cerulari, patriarca ortodox, consumador del Cisma d'Orient.
- 14 d'agost: Giselbert de Luxemburg, comte de Salm, Longwy i Luxemburg.